# Académie toscane des sciences et des lettres La Colombaria
L'Académie toscane des sciences et des lettres La Colombaria est une institution culturelle de Florence, installée à l'origine dans le colombier du palais Pazzi à Florence. Elle est fondée en 1735 par un groupe d'amis nobles et érudits, passionnés par l'étude de l'antiquité, l'histoire, la philologie et les sciences. La destruction du palais en 1944 au cours de la Seconde Guerre mondiale oblige l'Académie à déménager. Depuis 1951, elle siège au 23 de la via Sant'Egidio (it), dans les bâtiments de l'ancien complexe des oblates (it).

## Historique
Les réunions, commencées de manière informelle dès 1729, se tenaient initialement chez un libraire de la via del Corso; lorsque ce dernier a fermé ses portes, Giovanni Girolamo de' Pazzi a offert son palais de Borgo degli Albizzi, qui a depuis été appelé Palazzo Pazzi dell'Accademia Colombaria, pour le distinguer du Palazzo Pazzi della Congiura voisin. La "Colombaria" est officiellement née le 15 mai 1735, lorsque seize amis érudits décident de noter formellement le sujet de leurs discussions savantes, qui avaient lieu depuis un certain temps dans la maison de Girolamo de 'Pazzi. Le nom de l'Académie était dû au lieu où se réunissaient ces personnes pour leurs études, à savoir dans la partie haute de la maison, une tourelle assez inaccessible mais avec une superbe vue sur la ville. Le premier statut de l'Académie fut rédigé dans le bâtiment. Ceux qui en faisaient partie ont également pris, avec ironie, un nom lié aux pigeons.
Les réunions des universitaires se sont déroulées dans un esprit encyclopédique complet, traitant de présentations de trouvailles étrusques, de manuscrits de diverses époques, d'inscriptions, de monnaies ou de rapports historiques, artistiques, philologiques, philosophiques.
L'Académie est restée à cet endroit jusqu'en 1746, l'année de la mort de Girolamo, puis a déménagé à un autre endroit, avant d'arriver finalement à son emplacement actuel à via Sant'Egidio. En 1747 paraît le premier volume relatif à l'activité scientifique de l'Académie, suivi d'autres rapports ultérieurs.
Les membres comprennent plusieurs des plus beaux noms de la culture italienne de l'époque : Ludovico Antonio Muratori, Ferdinando Galiani, Pietro Metastasio, Angiolo Maria Bandini, Giovanni Lami, Bernardo Tanucci, Ruggero Boscovich, pour n'en nommer que quelques-uns.
Vers le milieu du XVIIIe siècle l'activité ralentit considérablement. L'Académie reprend ses activités au siècle suivant, notamment sous la présidence de Gino Capponi, qui organise de façon moderne la recherche, la limitant aux seules investigations d'érudition historique concernant la Toscane.
La nouvelle période de splendeur voit donc la production d'études notables, notamment par Cesare Guasti, Gian Francesco Gamurrini, Raffaello Fornaciari, Isidoro Del Lungo, Cesare Paoli, Giambattista Uccelli.
Sous le régime fasciste, l'institution stagne puis la "Colombaria" souffre de la destruction de ses collections lors du retrait des troupes allemandes de Florence. Les mines allemandes d'août 1944 détruisent irrémédiablement les livres et le mobilier de l'Académie. Cependant, des tentatives ont été faites pour reconstruire la bibliothèque dans un local mis à disposition par l'université de Florence, puis à partir de 1952, dans le complexe des oblates.
Après-guerre, l'activité reprend sous l'impulsion surtout du président Giacomo Devoto (de 1948 à 1974), dont l'œuvre est poursuivie par ses successeurs Eugenio Garin (de 1975 à 1979), Francesco Adorno (de 1980 à 2009) et Danilo Torre qui préside l'Académie jusqu'en décembre 2014. Depuis 2015, le président est Sandro Rogari.

## Structure
La "Colombaria" est divisée en quatre classes[pas clair] :
- Philologie et critique littéraire;
- Sciences historiques et philosophiques;
- Sciences juridiques, économiques et sociales;
- Sciences physiques, mathématiques et naturelles.